# オウバイ
オウバイ（黄梅、学名: Jasminum nudiflorum）とはキク類モクセイ科ソケイ属（ジャスミン属）の半つる性落葉低木の一つである。漢字では「黄梅」と書く。ソケイなどとは違って花には香りがほとんど無い。種小名の"nudiflorum"（「ヌーディフロールム」）は「裸の花の」という旨を表し、これはオウバイの花に毛が無いことによる。
漢名（中国語名）は「迎春花」、英名は「ウィンター・ジャスミン」といい、そのどちらもが、オウバイがほかの花に先駆けて咲き、そのあり様が、たとえて言えばあたかも春を迎えているかのごとく思わせることに基づいている。

## 特徴
落葉性広葉樹の小低木。高さは1メートルから2メートルほどになる。樹皮は灰褐色で、太いものはひび割れる。枝は緑色や灰褐色で4稜があり、細長くのびてつる状に垂れ下がり、地面についたところに根を出す。
花期は早春（2月下旬から4月ごろ）。葉が出る前に、梅に似た高杯形の六枚花弁の黄色い花を、垂れさがる細長いツル状の枝に咲かせる。そのため日本では、「黄梅」は初春（立春〔2月4日ごろ〕から啓蟄の前の日〔3月5日ごろ〕まで）の季語とされている。
実が成らないため、挿し木か株分けをして増やす。冬芽は長楕円形で、紅紫色に緑色が混じった多数の芽鱗に包まれている。枝先は発達しないことが多く、側芽が枝に対生する。葉痕は半円形で、維管束痕が1個つく。
生薬として、花は飲むことによって解熱や利尿に用いられ、利尿には1日あたり3グラムから6グラムの乾燥した花を0.4リットルから0.6リットルの水で半量まで煎じて3回に分けて服用するという。また葉も飲むこと、あるいは塗ることによって、できもの・はれものや打ち傷・切り傷などを治すなどと言われている（『中薬大事典』）。

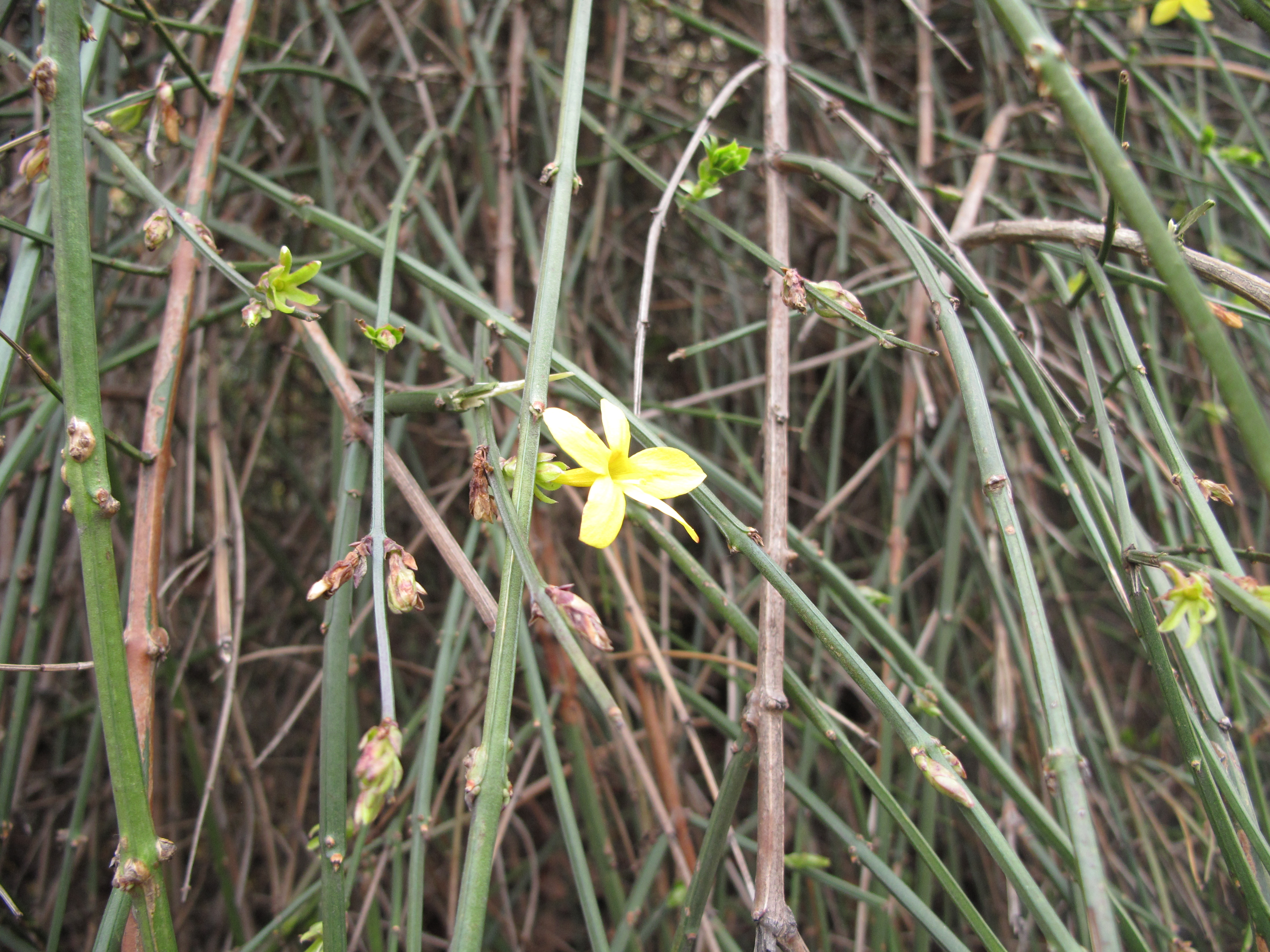
茎
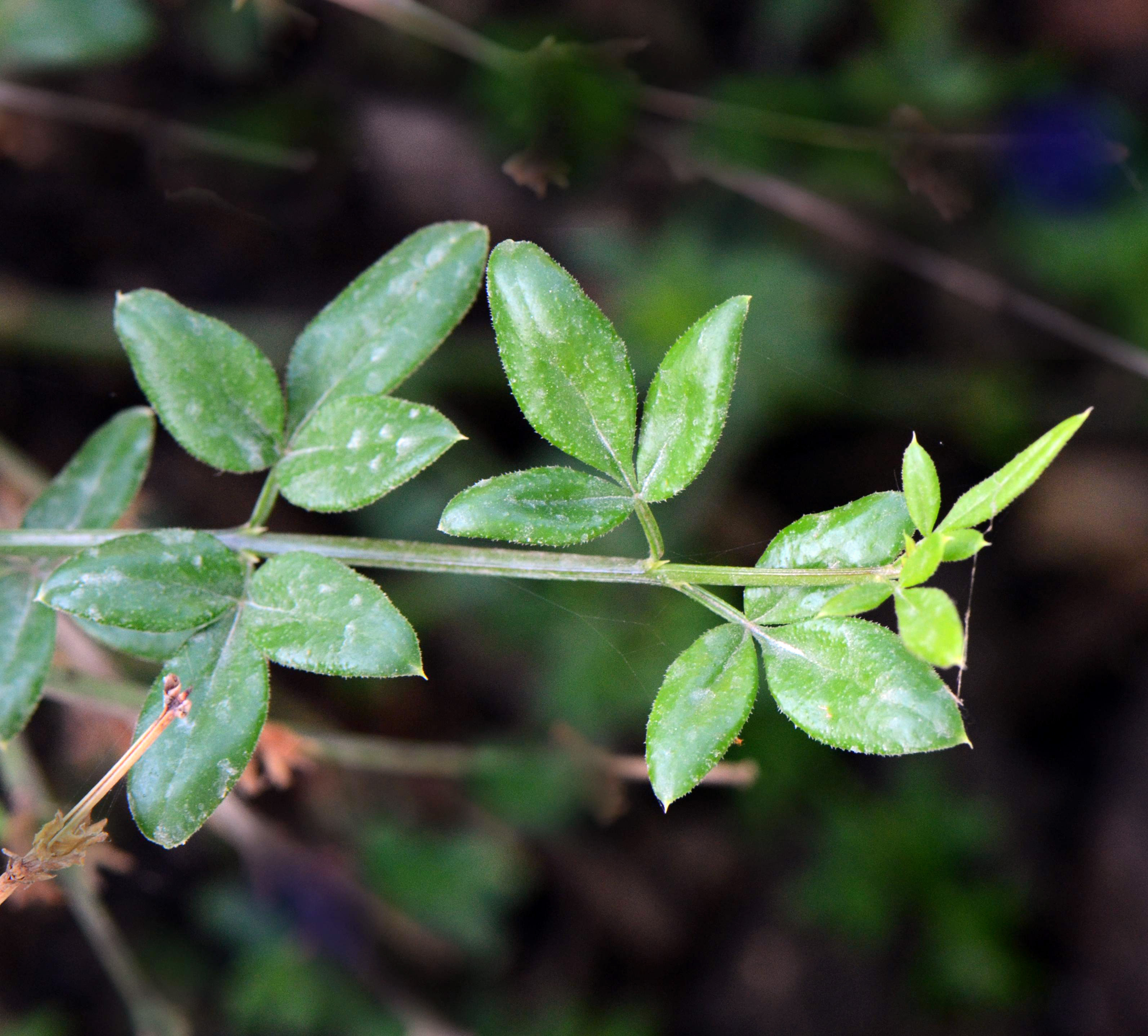
葉
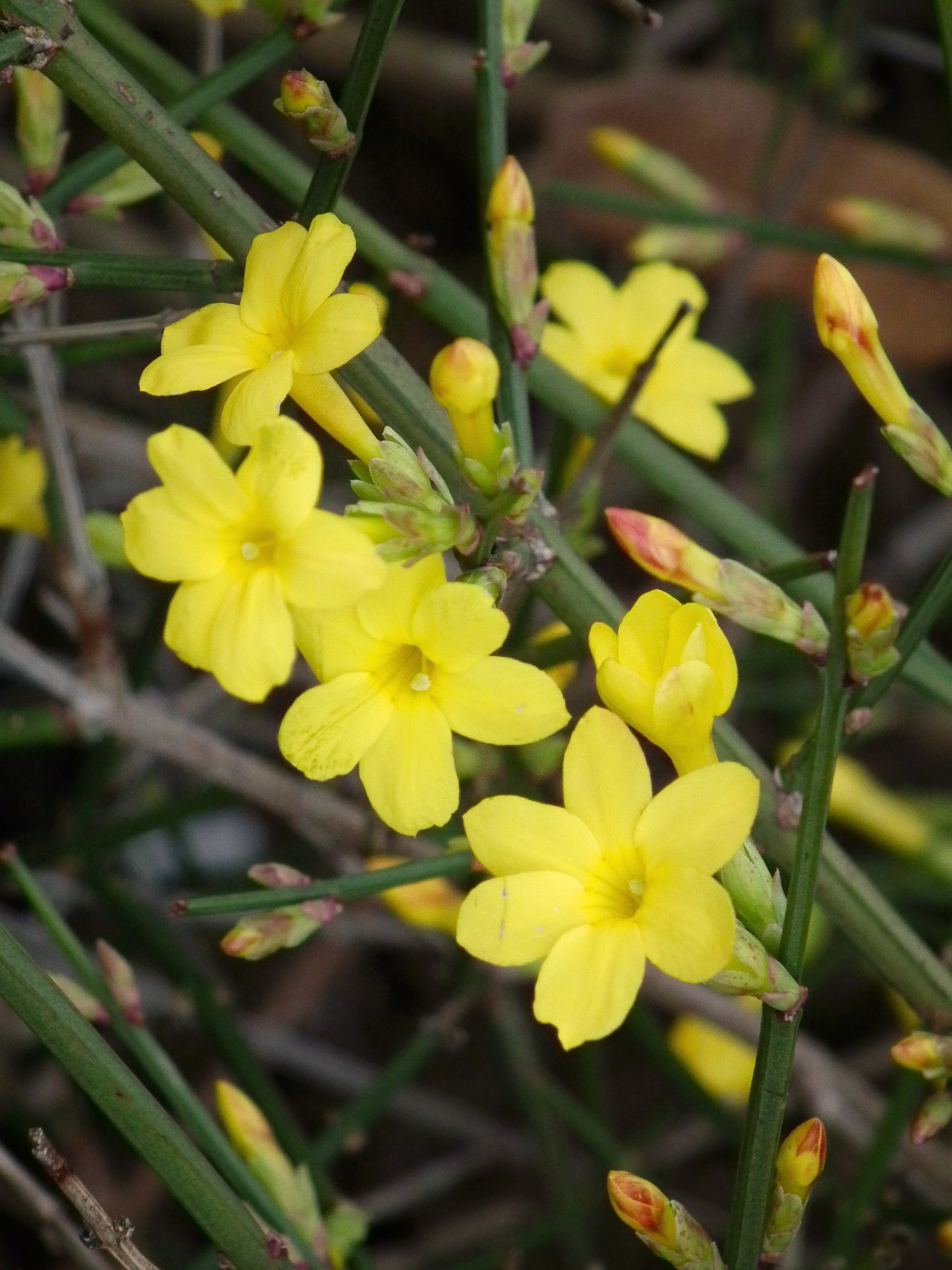
蕾と花
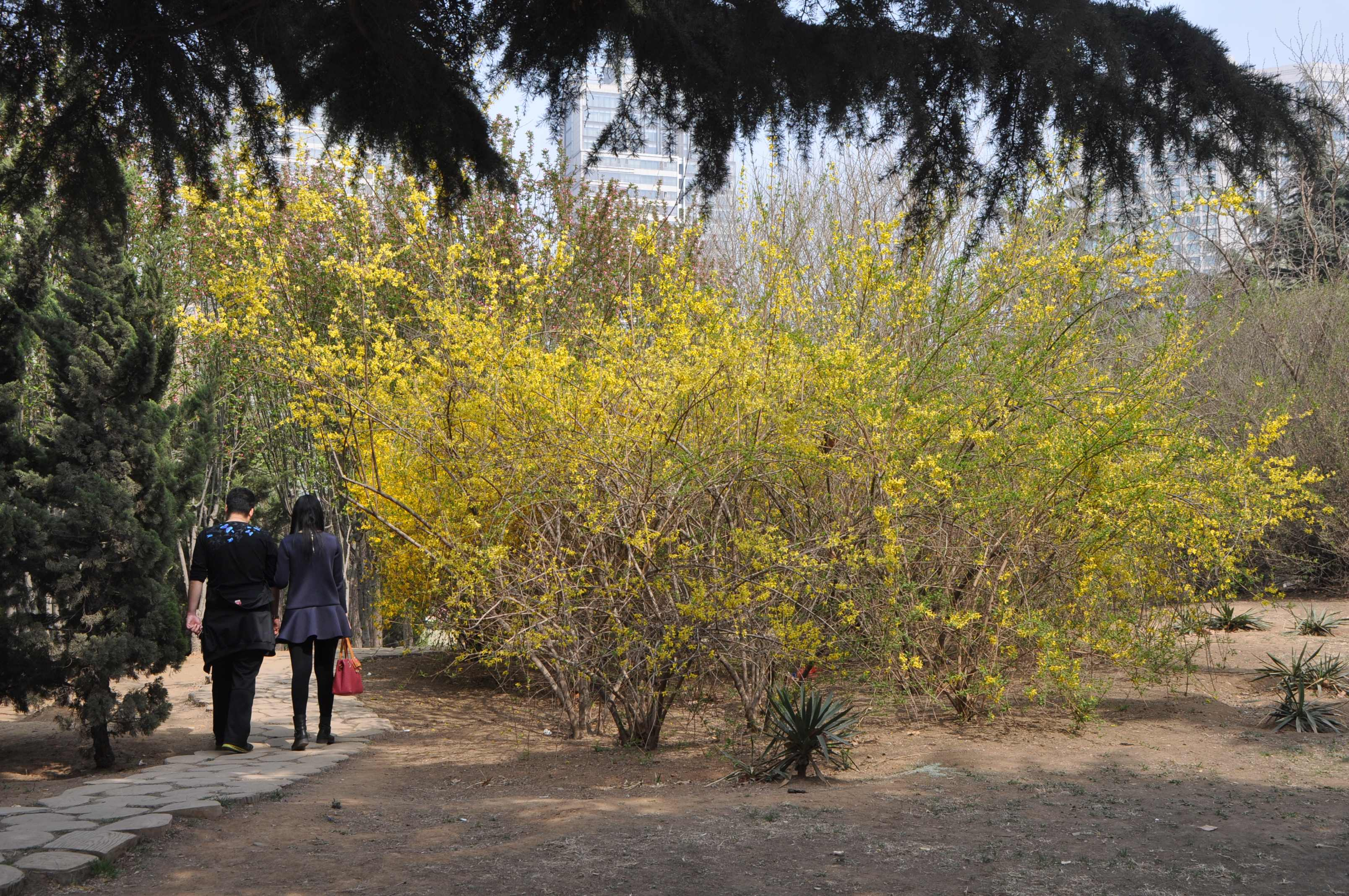
中国語名は迎春花（大連市労働公園で）

### オウバイモドキとの区別
似た植物にオウバイモドキ（ウンナンオウバイ、学名: Jasminum mesnyi）があるが、こちらは常緑である。

## 分布・生育地
中国の北部・中部が原産地である。江戸時代・1695年（元禄8年）の伊藤伊兵衛（別名 : 三之丞）による『花壇地錦抄』に、「黄梅、花形梅花のごとく黄色なり」とあることから、日本にはその少し前の17世紀・寛永年間（1624 - 1644年）から元禄時代初期にもたらされたと考えられている。
庭の石垣などに植えられる。

## 文化
オウバイの中国語名「迎春花」をタイトルにした佐々木康監督・李香蘭主演の「迎春花」（満洲映画協会・松竹協力、1942年）が作られた。服部富子が歌って大ヒットした歌『満洲娘』（作詞：石松秋二・作曲：鈴木哲夫、1938年）では、「迎春花（インチュンファ）が咲いたなら、お嫁に行きます、隣村。」とある。